# Cuirassier (La Fresnaye)
Pour les articles homonymes, voir Cuirassier.
Cuirassier est un tableau du peintre français Roger de La Fresnaye réalisé en 1910-1911. Cette huile sur toile de format carré représente un cuirassier tenant la bride d'un cheval. Variation cubiste sur le motif du Cuirassier blessé quittant le feu, par Théodore Géricault, elle lui adjoint un fond rapproché constitué de deux soldats et d'autant de drapeaux tricolores flottant au vent. Exposée au Salon des indépendants de 1911, où elle est remarquée par Guillaume Apollinaire, elle est ensuite montrée à l'exposition d'art français de Barcelone, en 1917. Achetée en 1938, elle fait désormais partie de la collection du musée national d'Art moderne, à Paris, mais elle se trouve en dépôt au musée des Beaux-Arts de Lyon, à Lyon, depuis 1990.